# Finse voetbalbeker
De Beker van Finland (Fins: Suomen Cup) is sinds 1955 het nationale voetbalbekertoernooi in Finland en wordt jaarlijks door de Finse voetbalbond (SPL) georganiseerd. De winnaar plaatst zich voor de UEFA Europa Conference League (voorheen voor de Europacup II, UEFA Cup) en UEFA Europa League.

## Historisch overzicht
- Met tussen haakjes het aantal behaalde titels.

| seizoen      | winnaar                  | uitslag      | verliezer            | schds               | tsch         |
| Suomen Cupin | Suomen Cupin             | Suomen Cupin | Suomen Cupin         | Suomen Cupin        | Suomen Cupin |
| ------------ | ------------------------ | ------------ | -------------------- | ------------------- | ------------ |
| 1955         | Haka Valkeakoski (1)     | 5–1          | HPS Helsinki         | Väinö Niemi         | 3.021        |
| 1956         | Pallo-Pojat Helsinki (1) | 2–1          | TKT Tampere          | Aatos Marttila      | 2.020        |
| 1957         | IF Drott Pietarsaari (1) | 2–1 nv       | KPT Kuopio           | Wolf Karni          | 3.907        |
| 1958         | KTP Kotka (1)            | 4–1          | KIF Helsinki         | Aarne Eriksson      | 3.005        |
| 1959         | Haka Valkeakoski (2)     | 2–1          | HIFK Helsinki        | Johan Alho          | 4.176        |
| 1960         | Haka Valkeakoski (3)     | 3–1 nv       | RU-38 Pori           | Martti Hirviniemi   | 4.729        |
| 1961         | KTP Kotka (2)            | 5–2          | Pallo–Pojat Helsinki | Reino Koskinen      | 3.601        |
| 1962         | HPS Helsinki (1)         | 5–0          | RoPS Rovaniemi       | Taisto Enckell      | 5.022        |
| 1963         | Haka Valkeakoski (4)     | 1–0          | Reipas Lahti         | Arvo Jokinen        | 14.052       |
| 1964         | Reipas Lahti (1)         | 1–0          | LaPa Lappeenranta    | Antero Lartola      | 4.837        |
| 1965         | Åbo IFK (1)              | 1–0          | Turun PS Turku       | Erik Beijar         | 1.936        |
| 1966         | HJK Helsinki (1)         | 6–1          | KTP Kotka            | Toimi Olkku         | 7.069        |
| 1967         | KTP Kotka (3)            | 2–0          | Reipas Lahti         | Pekka Aho           | 5.243        |
| 1968         | KuPS Kuopio (1)          | 2–1          | KTP Kotka            | Olavi Peltola       | 3.521        |
| 1969         | Haka Valkeakoski (5)     | 2–0          | FC Honka Espoo       | Eino Luoto          | 1.250        |
| 1970         | MP Mikkeli (1)           | 4–1 nv       | Reipas Lahti         | Väinö Toivola       | 5.399        |
| 1971         | MP Mikkeli (2)           | 4–1          | Sport Vaasa          | Georg Krutelew      | 2.645        |
| 1972         | Reipas Lahti (2)         | 2–0          | VPS Vaasa            | Mauri Laakso        | 528          |
| 1973         | Reipas Lahti (3)         | 1–0          | SePS Seinäjoki       | Anders Mattsson     | 2.846        |
| 1974         | Reipas Lahti (4)         | 1–0          | OTP Oulu             | Gunnar Hellgren     | 4.866        |
| 1975         | Reipas Lahti (5)         | 6–2 nv       | HJK Helsinki         | Taisto Mäkelä       | 6.086        |
| 1976         | Reipas Lahti (6)         | 2–0          | Ilves Tampere        | Tapani Sahlström    | 2.175        |
| 1977         | Haka Valkeakoski (6)     | 3–1          | SePS Seinäjoki       | Matti Laaksonen     | 2.134        |
| 1978         | Reipas Lahti (7)         | 3–1, 1–1     | KPT Kuopio           | Jyrki Väänänen      | 1.664        |
| 1979         | Ilves Tampere (1)        | 2–0          | Turun PS Turku       | Heikki Vesala       | 1.731        |
| 1980         | KTP Kotka (4)            | 3–2          | Haka Valkeakoski     | Arto Ravander       | 7.039        |
| 1981         | HJK Helsinki (2)         | 4–0          | Kuusysi Lahti        | Juhani Smolander    | 5.063        |
| 1982         | Haka Valkeakoski (7)     | 3–2          | KPV Kokkola          | Heikki Tuominen     | 4.161        |
| 1983         | Kuusysi Lahti (1)        | 2–0          | Haka Valkeakoski     | Kaj Natri           | 5.008        |
| 1984         | HJK Helsinki (3)         | 2–1          | Kuusysi Lahti        | Simo Ruokonen       | 6.057        |
| 1985         | Haka Valkeakoski (8)     | 2–2 ns (2–1) | HJK Helsinki         | Olavi Fast          | 6.622        |
| 1986         | RoPS Rovaniemi (1)       | 2–0          | KePS Kemi            | Eero Aho            | 3.636        |
| 1987         | Kuusysi Lahti (2)        | 5–4          | OTP Oulu             | Esa Palsi           | 7.176        |
| 1988         | Haka Valkeakoski (9)     | 1–0          | OTP Oulu             | Timo Keltanen       | 3.504        |
| 1989         | KuPS Kuopio (2)          | 3–2          | Haka Valkeakoski     | Kari Herva          | 5.203        |
| 1990         | Ilves Tampere (2)        | 2–1          | HJK Helsinki         | Ulf Rusk            | 8.285        |
| 1991         | Turun PS Turku (1)       | 0–0 ns (5–3) | Kuusysi Lahti        | Ilkka Koho          | 8.727        |
| 1992         | MyPa-47 Anjalankoski (1) | 2–0          | FF Jaro Pietarsaari  | Rauno Munukka       | 9.517        |
| 1993         | HJK Helsinki (4)         | 2–0          | RoPS Rovaniemi       | Styrbjörn Oskarsson | 4.680        |
| 1994         | Turun PS Turku (2)       | 2–1          | HJK Helsinki         | Juha Hirviniemi     | 7.617        |
| 1995         | MyPa–47 Anjalankoski (2) | 1–0          | FC Jazz Pori         | Jouni Lehtiranta    | 6.140        |
| 1996         | HJK Helsinki (5)         | 0–0 ns (4–3) | Turun PS Turku       | Esa Saarivainio     | 3.632        |
| 1997         | Haka Valkeakoski (10)    | 2–1 nv       | Turun PS Turku       | Jarmo Karhunen      | 4.107        |
| 1998         | HJK Helsinki (6)         | 3–2          | PK-35 Helsinki       | Mika Peltola        | 5.023        |
| 1999         | FC Jokerit Helsinki (1)  | 2–1          | FF Jaro Pietarsaari  | Mikko Vuorela       | 3.217        |
| 2000         | HJK Helsinki (7)         | 1–0          | KTP Kotka            | Ronny Brännbacka    | 3.471        |
| 2001         | Atlantis FC Helsinki (1) | 1–0          | Tampere United       | Jouni Hyytiä        | 3.820        |
| 2002         | Haka Valkeakoski (11)    | 4–1          | FC Lahti             | Petteri Kari        | 2.984        |
| 2003         | HJK Helsinki (8)         | 2–1 nv       | AC Allianssi Vantaa  | Jari Maisonlahti    | 3.682        |
| 2004         | MyPa-47 Anjalankoski (3) | 2–1          | FC Hämeenlinna       | Vesa Saarinen       | 2.650        |
| 2005         | Haka Valkeakoski (12)    | 4–1          | Turun PS Turku       | Tony Asumaa         | 2.130        |
| 2006         | HJK Helsinki (9)         | 1–0          | KPV Kokkola          | Jouni Hietala       | 2.450        |
| 2007         | Tampere United (1)       | 3–3 ns (3–1) | FC Honka Espoo       | Vesa Hätilä         | 1.457        |
| 2008         | HJK Helsinki (10)        | 2–1 nv       | FC Honka Espoo       | Tero Nieminen       | 1.554        |
| 2009         | FC Inter Turku (1)       | 2–1          | Tampere United       | Ville Järvenpää     | 2.065        |
| 2010         | Turun PS Turku (3)       | 2–0          | HJK Helsinki         | Vesa Pohjonen       | 5.137        |
| 2011         | HJK Helsinki (11)        | 2–1 nv       | KuPS Kuopio          | Jouni Hyytiä        | 5.125        |
| 2012         | FC Honka Espoo (1)       | 1–0          | KuPS Kuopio          | Mattias Gestranius  | 2.340        |
| 2013         | RoPS Rovaniemi (2)       | 2–1          | KuPS Kuopio          | Antti Munukka       | 4.032        |
| 2014         | HJK Helsinki (12)        | 0–0 ns (5–3) | FC Inter Turku       | Ville Nevalainen    | 2.349        |
| 2015         | IFK Mariehamn (1)        | 2–1          | FC Inter Turku       | Dennis Antamo       | 3.017        |
| 2016         | SJK Seinäjoki (1)        | 1–1 ns (7–6) | HJK Helsinki         | Jari Järvinen       | 2.000        |
| 2017         | HJK Helsinki (13)        | 1–0          | SJK Seinäjoki        | Marko Grönholm      | 3.617        |
| 2018         | FC Inter Turku (2)       | 1–0          | HJK Helsinki         | Mikko Leino         | 3.540        |
| 2019         | FC Ilves (4)             | 2–0          | IFK Mariehamn        | Toni Pohjoismäki    | 3.250        |
| 2020         | HJK Helsinki (14)        | 2–0          | FC Inter Turku       | Petri Viljanen      | 2.500        |
| 2021         | KuPS Kuopio (3)          | 0–0 ns (5–4) | HJK Helsinki         | Oskari Hämäläinen   | -            |
| 2022         | KuPS Kuopio (4)          | 1–0          | FC Inter Turku       | Mohammed El Amara   | 3.372        |
| 2023         | Ilves Tampere (5)        | 2-1          | FC Honka             | Joni Hyytiä         | 4.431        |
| 2024         | KuPS Kuopio (5)          | 2-1          | FC Inter Turku       | Oliver Reitala      |              |

### Prestaties per club
| Club                                     | Titels | Winnaar in:                                                                       |
| ---------------------------------------- | ------ | --------------------------------------------------------------------------------- |
| HJK Helsinki                             | 14     | 1966, 1981, 1984, 1993, 1996, 1998, 2000, 2003, 2006, 2008 2011, 2014, 2017, 2020 |
| FC Haka Valkeakoski                      | 12     | 1955, 1959, 1960, 1963, 1969, 1977, 1982, 1985, 1988, 1997 2002, 2005             |
| Kuusysi Lahti (inclusief: Reipas Lahti   | 9      | 1983, 1987 1964, 1972, 1973, 1974, 1975, 1976, 1978                               |
| Tampere United (inclusief: Ilves Tampere | 5      | 2007 1979, 1990, 2019, 2023                                                       |
| KuPS Kuopio                              | 5      | 1968, 1989, 2021, 2022, 2024                                                      |
| KTP Kotka                                | 4      | 1958, 1961, 1967, 1980                                                            |
| MyPa-47 Anjalankoski                     | 3      | 1992, 1995, 2004                                                                  |
| Turun PS Turku                           | 3      | 1991, 1994, 2010                                                                  |
| MP Mikkeli                               | 2      | 1970, 1971                                                                        |
| RoPS Rovaniemi                           | 2      | 1986, 2013                                                                        |
| FC Inter Turku                           | 2      | 2009, 2018                                                                        |
| Pallo-Pojat Helsinki                     | 1      | 1956                                                                              |
| IF Drott Pietarsaari                     | 1      | 1957                                                                              |
| HPS Helsinki                             | 1      | 1962                                                                              |
| Åbo IFK                                  | 1      | 1965                                                                              |
| FC Jokerit Helsinki                      | 1      | 1999                                                                              |
| Atlantis FC Helsinki                     | 1      | 2001                                                                              |
| FC Honka Espoo                           | 1      | 2012                                                                              |
| IFK Mariehamn                            | 1      | 2015                                                                              |
| SJK Seinäjoki                            | 1      | 2016                                                                              |

## Winnende formaties
1955 – Valkeakosken Haka
Olavi Leskinen, Väinö Pajunen, Antti Nieminen, Aimo Pulkkinen, Esko Valkama, Veijo Valtonen, Valter Heinonen, Kalle Kinnunen, Erkki Kinnunen, Veikko Asikainen, Juhani Peltonen.
1956 – Pallo-Pojat Helsinki
Heikki Rauhanen, Aarno Hautala, Aulis Huttunen, Viktor Gratsew, Erkki Tienaho, Sakari Vuoristo, Raimo Nieminen, Olavi Hirvonen, Pentti Jokela, Juhani Metsä, Jouko Manner.
1957 – IF Drott Pietarsaari
Matti Jokinen, Kurt Österberg, Stig Backlund, Aatos Joutsimäki, Rainer Nyman, Holger Strömberg, Eero Viitanen, Stig Hagberg, Olof Sandsund, Aatos Virkama, Börje Nygård.
1958 – KTP Kotka
Pentti Tähtinen, Juhani Pellinen, Erkki Rahikka, Eero Parkkinen, Reijo Haltsonen, Pertti Vanhanen, Antti Pirttilä, Jaakko Tiitinen, Mauri Vanhanen, Kaj Sveholm, Seppo Itkonen.
1959 – Valkeakosken Haka
Aarre Klinga, Olli Mäkinen, Antti Nieminen, Aimo Pulkkinen, Esko Valkama, Veijo Valtonen, Kalle Kinnunen, Esko Malm, Eero Nieminen, Keijo Airola, Juhani Peltonen.
1960 – Valkeakosken Haka
Aarre Klinga, Olli Mäkinen, Antti Nieminen, Aimo Pulkkinen, Veijo Valtonen, Pentti Niittymäki, Markku Kumpulampi, Esko Malm, Eero Nieminen, Keijo Airola, Juhani Peltonen.
1961 – KTP Kotka
Raimo Vesa, Esko Järvinen, Jorma Eriksson, Pertti Vanhanen, Reijo Haltsonen, Kalervo Paananen, Raimo Valkonen, Raimo Peni, Mauri Vanhanen, Mauri Nikkari, Aarne Vihersalo.
1962 – HPS Helsinki
Matti Korhonen, Alpo Lintamo, Henry Kiviniemi, Pentti Rautiainen, Raimo Lukander, Nils-Erik Vilen, Urho Laakso, Kaj Österberg, Teuvo Strömberg, Kai Pahlman, Heikki Mustakari.
1963 – Valkeakosken Haka
Martti Halme, Olli Mäkinen, Matti Nieminen, Pentti Niittymäki, Veijo Valtonen, Markku Lahti, Markku Kumpulampi, Esko Malm, Asko Mäkilä, Juhani Peltonen, Mauri Paavilainen.
1964 – Reipas Lahti
Risto Remes, Sakari Pihlamo, Raimo Piira, Timo Kautonen, Matti Haahti, Olli Heinonen, Keijo Voutilainen, Olavi Litmanen, Martti Hyvärinen, Kari Talsi, Semi Nuoranen.
1965 – Åbo IFK
Teemu Koskikuusi, Bengt Boman, Thorbjörn Lundqvist, Simo Syrjävaara, Timo Niemi, Erik Lönnfors, Pekka Laakso, Hans Martin, Reijo Kanerva, Aulis Laine, Caj Stjärnstedt.
1966 – HJK Helsinki
Paavo Heinonen, Reijo Jalava, Pentti Kokko, Raimo Kauppinen, Nils Laine, Markku Peltoniemi, Kaj Österberg, Kari Lehtolainen, Pekka Talaslahti, Kai Pahlman, Raimo Pajo.
1967 – KTP Kotka
Veli-Pekka Kylliäinen, Einari Arpula, Juhani Haavisto, Kalervo Paananen, Pentti Puranen, Risto Haltsonen, Sauli Pietiläinen, Markku Eronen, Arto Tolsa, Pekka Heikkilä, Esko Järvinen.
1968 – KuPS Kuopio
Veli Pohjolainen, Pertti Hänninen, Pekka Mäkelä, Matti Väänänen, Matti Terästö, Matti Tirkkonen, Pekka Louesola, Antero Kostilainen, Eero Rissanen, Teuvo Korpinen, Heikki Tirkkonen.
1969 – Valkeakosken Haka
Martti Halme, Seppo And, Jorma Huovinen, Timo Nieminen, Olavi Pärssinen, Esko Malm, Juhani Peltonen, Timo Lehto, Asko Mäkilä, Markku Eloranta, Mauri Paavilainen, Juhani Tapola.
1970 – MP Mikkeli
Risto Remes, Matti Vanhanen, Rainer Jungman, Heikki Valjakka, Antti Rusanen, Vilho Rajantie, Antero Hyttinen, Antero Nikkanen, Heikki Kangaskorpi, Pentti Toivola, Kari Mutanen, Seppo Günther, Raimo Marttinen.
1971 – MP Mikkeli
Risto Remes, Matti Vanhanen, Rainer Jungman, Heikki Valjakka, Antti Rusanen, Eero Karppinen, Antero Hyttinen, Antero Nikkanen, Heikki Kangaskorpi, Pentti Toivola, Kari Mutanen, Kari Pasanen, Raimo Marttinen.
1972 – Reipas Lahti
Seppo Patrikainen, Timo Kautonen, Pekka Kosonen, Mikko Kautonen, Markku Repo, Erkki Lehtinen, Urho Partanen, Sauli Lehtinen, Semi Nuoranen, Raimo Hukka, Pertti Jantunen, Olavi Litmanen, Matti Sandberg.
1973 – Reipas Lahti
Harri Holli, Timo Kautonen, Pekka Kosonen, Mikko Kautonen, Erkki Lehtinen, Markku Repo, Urho Partanen, Raimo Hukka, Pertti Jantunen, Olavi Litmanen, Jouko Kataja, Jorma Salonen, Juha Peltomaa.
1974 – Reipas Lahti
Harri Holli, Timo Kautonen, Pekka Kosonen, Mikko Kautonen, Markku Repo, Urho Partanen, Raimo Hukka, Pertti Jantunen, Olavi Litmanen, Harri Toivanen, Seppo Nordman, Matti Sandberg, Jorma Salonen.
1975 – Reipas Lahti
Risto Parkkonen, Timo Kautonen, Pekka Kosonen, Mikko Kautonen, Markku Repo, Jorma Salonen, Raimo Hukka, Pertti Jantunen, Hannu Hämäläinen, Ari Tupasela, Matti Sandberg, Heikki Lampi, Lauri Riutto.
1976 – Reipas Lahti
Harri Holli, Pekka Kosonen, Mikko Kautonen, Markku Repo, Timo Kautonen, Seppo Nordman, Heikki Lampi, Pertti Jantunen, Erkki Vihtilä, Hannu Hämäläinen, Harri Lindholm, Ari Tupasela, Matti Sandberg.
1977 – Valkeakosken Haka
Stefan Lindström, Teuvo Vilen, Markku Närvä, Juha Helin, Esko Ranta, Pekka Heikkilä, Matti Paatelainen, Kari Lindholm, Arto Uimonen, Petri Uimonen, Risto Salonen, Jukka Pirinen, Heikki Huoviala.
1978 – Reipas Lahti
Risto Penttilä, Erkki Vihtilä, Markku Repo, Pekka Kanerva, Harri Lindholm, Olavi Litmanen, Hannu Hämäläinen, Ari Tupasela, Heikki Lampi, Vesa Pääkkönen, Risto Rautemaa, Timo Kautonen, Mikko Kautonen, Seppo Nordman.
1979 – Ilves Tampere
Pertti Peltonen, Risto Hurri, Raimo Kuuluvainen, Seppo Lindström, Markku Linnusmäki, Timo Martinsen, Kari Laatikainen, Jari Niinimäki, Erkki Vihtilä, Seppo Räsänen, Markku Wacklin, Juha Ojanen, Esa Vuorinen.
1980 – KTP Kotka
Jouko Kataja, Kari Bergqvist, Kalevi Eriksson, Arto Tolsa, Jouko Suuronen, Markku Eronen, Oiva Ukkonen, Heikki Immonen, Ari Tissari, Juha Vehviläinen, Jouko Alila, Vesa Nironen.
1981 – HJK Helsinki
Eero Virta, Olli Isoaho, Kalle Niemi, Ari Lehkosuo, Jari Europaeus, Jouko Soini, Juha Dahllund, Jari Rantanen, Pasi Rasimus, Atik Ismail, Pasi Jaakonsaari, Jari Parikka, Martti Holopainen.
1982 – Valkeakosken Haka
Olavi Huttunen, Teuvo Vilen, Reijo Vuorinen, Esko Ranta, Pekka Heikkilä, Heikki Huoviala, Risto Salonen, Mark Dziadulewicz, Jarmo Kujanpää, Endre Kolar, Jari Möykky, Timo Lehtinen, Ari Valvee.
1983 – Kuusysi Lahti
Ismo Korhonen, Ilpo Talvio, Timo Kautonen, Esa Pekonen, Markus Törnvall, Jorma Kallio, Ilkka Remes, Juha Annunen, Raimo Kumpulainen, Jarmo Kaivonurmi, Keijo Kousa, Ilkka Mäkelä, Jari Rinne.
1984 – HJK Helsinki
Markku Palmroos, Simo Kokko, Kalle Niemi, Mika Muhonen, Reijo Linna, Juha Dahllund, Pasi Jaakonsaari, Jari Parikka, Atik Ismail, Petteri Schutschkoff, Keith Osgood, Erkki Valla, Kari Martonen.
1985 – Valkeakosken Haka
Olavi Huttunen, Teuvo Vilen, Heikki Leinonen, Reijo Vuorinen, Jouko Pirinen, Ilkka Mäkelä, Heikki Huoviala, Jussi Laihanen, Pertti Nissinen, Endre Kolar, Petter Setälä, Mika-Matti Paatelainen, Jari Laaksonen.
1986 – RoPS Rovaniemi
Ari Matinlassi, Arto Autti, Kari Hartikainen, Jarmo Ilola, Juha Pehkonen, Steven Polack, Juhani Vuorenmaa, Hannu Haverinen, Paul Heaton, Jukka-Pekka Poutiainen, Hannu Honkanen, Kari Virtanen, Heikki Hannola, Ari Jalasvaara, Pasi Tauriainen, Vesa Tauriainen.
1987 – Kuusysi Lahti
Ismo Korhonen, Juha Annunen, Jyrki Hännikäinen, Hannu Jäntti, Keijo Kousa, Ismo Lius, Kenneth Mitchell, Timo Reinikainen, Ilkka Remes, Jari Rinne, Kevin Todd, Markus Törnvall, Sami Vehkakoski.
1988 – Valkeakosken Haka
Olavi Huttunen, Reijo Vuorinen, Heikki-Jussi Laine, Kari Korkea-aho, Ilkka Mäkelä, Rami Nieminen, Jarl Lindfors, Sandor Lörincz, Petri Järvinen, Jarmo Kujanpää, Andras Szebegyinszki, Ari Valvee, Petter Setälä.
1989 – KuPS Kuopio
Jyrki Rovio, Kari Tissari, Tuomo Hyvärinen, Markus Räsänen, Yrjö Happonen, Hannu Turunen, Jukka Mykkänen, Petteri Kupiainen, Janne Savolainen, Harri Nyyssönen, Kari Niskanen, Vesa Martiskainen, Jyrki Houtsonen, Jukka Turunen, Timo Vesterinen, Ari Kokkonen, Heikki Turunen.
1990 – Ilves Tampere
Tommi Koivistoinen, Kimmo Mörö, Pekka Mattila, Miika Juntunen, Mark Dziadulewicz, Ari Hjelm, Arto Uimonen, Marek Czakon, Teuvo Moilanen, Seppo Nikkilä, Petri Ojala, Ilpo Talvio, Janne Mäkelä, Timo Aho, Mika Aaltonen, Jari Aaltonen.
1991 – TPS Turku
Markku Palmroos, Ari Heikkinen, Petri Sulonen, György Kajdy, Aleksandr Ivanov, Niclas Grönholm, Mika Aaltonen, Marko Rajamäki, Kim Suominen, Juha Laaksonen, Jyrki Hännikäinen, Mikko Poutanen, Esa Johansson, Janne Lehtinen, Esa Nieminen, Olli Kangaslahti.
1992 – MyPa-47 Anjalankoski
Mihail Birjukov, Sami Hyypiä, Janne Mäkelä, Mika Viljanen, Esa Pekonen, Janne Lindberg, Jari Litmanen, Yrjö Happonen, Mauri Keskitalo, Jukka Turunen, Jukka Koskinen, Toni Huttunen, Tomi Kinnunen, Tomi Pakarinen, Matti Peltonen.
1993 – HJK Helsinki
Antti Niemi, Jari Europaeus, Aki Hyryläinen, Antti Heinola, Marko Helin, Sami Ylä-Jussila, Rami Rantanen, Pekka Onttonen, Vesa Tauriainen, Tommi Grönlund, Jari Vanhala, Jouko Vuorela, Janne Murtomäki, Markku Palmroos.
1994 – TPS Turku
Panu Toivonen, Janne Oinas, Petri Sulonen, Mika Wallden, Petri Kokko, Jani Pylkäs, Stuart Beards, Tom Enberg, Javier Paniagua, Marco Casagrande, Mika Nurmela, Peter Enckelman, Jani Keula, Stefan Strömborg, Tommi Virtanen, Jani Peltola.
1995 – MyPa-47 Anjalankoski
Petri Jakonen, Mika Viljanen, Sami Hyypiä, Sami Mahlio, Antti Pohja, Petri Tiainen, Anders Roth, Mauri Keskitalo, Niclas Grönholm, Jukka Koskinen, Toni Huttunen, Tommi Kautonen, Jarkko Koskinen, Vesa Vuorinen, Mika Hernesniemi, Ilpo Hellsten.
1996 – HJK Helsinki
Tommi Koivistoinen, Aki Hyryläinen, Aarno Turpeinen, Kalle Lehtinen, Vesa Vasara, Obiora Aniche, Mika Lehkosuo, Janne Saarinen, Markku Kanerva, Aki Riihilahti, Marko Helin, Markku Palmroos, Jari Rantanen, Zeljko Lekovic, Ismo Lius, Sasa Skira.
1997 – FC Haka
Panu Toivonen, Ari Heikkinen, Jouni Räsänen, Oleg Ivanov, Janne Hyökyvaara, Teemu Tainio, Jukka Ruhanen, Valeri Popovits, Jukka Rantala, Tommi Torkkeli, Harri Ylönen, Lasse Karjalainen, Harri Nyyssönen, Dennis Greene, Remi Mikosionic, Jussi Oksa, Pekka Kunnola, Marlon Harewood.
1998 – HJK Helsinki
Tommi Koivistoinen, Hannu Tihinen, Ville Nylund, Jarmo Saastamoinen, Jari Ilola, Aarno Turpeinen, Piracaia, Markku Kanerva, Aki Riihilahti, Mika Kottila, Mika Lehkosuo, Jani Viander, Mikael Forssell, Erkka Lehtola, Kristian Kunnas, Luiz Antônio Moraes, Gustavo Menduca, Peter Kopteff.
1999 – FC Jokerit
Pasi Laaksonen, Aki Hyryläinen, Janne Räsänen, Ari-Pekka Roiko, Kalle Lehtinen, Tero Koskela, Sami Ylä-Jussila, Antti Sumiala, Rami Rantanen, Sami Ristilä, Petri Helin, Juuso Heikurainen, Martyn Corrigan, Jani Pylkäs, Tommi Paavola, Matti Hiukka, Erik Holmgren, Jarno Tuunainen.
2000 – HJK Helsinki
Jani Viander, Aarno Turpeinen, Ville Nylund, Jarmo Saastamoinen, Aleksei Jeremenko, Toni Kallio, Luiz Antônio Moraes, Paulus Roiha, Janne Saarinen, Markus Heikkinen, Toni Kuivasto, Ville Wallen, Kristian Kunnas, Rami Hakanpää, Hannu Haarala, Henri Kokkonen, Sami Ylä-Jussila, Peter Kopteff.
2001 – Atlantis FC
Jarno Tuunainen, Ari-Pekka Roiko, Kari Rissanen, Kimmo Tauriainen, Justus Vajanne, Mika Pulkkinen, Oscar Geagea, Tommi Koivistoinen, Mikko Harila, Sami Ylä-Jussila, Czipo Zoltan, Harri Haapaniemi, Mikko Paatelainen, Adriano, John Weckström, Rami Rantanen, Alexander Mitsuk, Erkka Lehtola, Mikko Simula, Piracaia, Pasi Solehmainen.
2002 – FC Haka
Panu Toivonen, Lasse Karjalainen, Jukka Koskinen, Juha Pasoja, Harri Ylönen, Mikko Innanen, Iiro Aalto, Ville Väisänen, Sami Ristilä, Jukka Ruhanen, Mikko Vilmunen, Juha Paulamäki, Valeri Popovits, Jukka Rantala, Tommi Torkkeli, Tommi Halonen, David Wilson, Jaakko Pasanen, Jarkko Okkonen, Juuso Kangaskorpi, Tarmo Koivuranta, Jarkko Riihimäki, Markus Koljander, Aki Iso-Pietilä, Sergei Terehhov, Mihail Slawuta.
2003 – HJK Helsinki
Andras Vilnrotter, Aarno Turpeinen, Ville Nylund, Joakim Jensen, Ridvan Zeneli, Petri Oravainen, Aleksei Eremenko Jr., Toni Kallio, Laszlo Fekete, Antti Heinola, Mike Peltola, Juho Mäkelä, Rami Hakanpää, Mika Kottila, Iiro Aalto, Aleksej Jerjomenko, Markus Halsti, Jon Poulsen, Vili Savolainen, Kalle Sorja, Christian Sund, Ville Wallen.
2004 – MyPa-47 Anjalankoski
Janne Korhonen, Aapo Kiljunen, Tuomas Aho, Toni Huttunen, Tuomas Kansikas, Tuomo Könönen, Jukka Lindström, Sampsa Timoska, Tuomas Haapala, Mika Hernesniemi, Tero Karhu, Tuomas Kuparinen, Antti Lappalainen, Eetu Muinonen, Tero Taipale, Kimmo Tauriainen, Jani Uotinen, Niki Helenius, Saku Puhakainen, Niklas Tarvajärvi, Anes Zukic.
2005 – FC Haka
Mikko Vilmunen, Juuso Kangaskorpi, Lasse Karjalainen, Jarkko Okkonen, Juha Pasoja, Kalle Eerola, Mikko Innanen, Jani Kauppila, Mikko Manninen, Igor Nascimento, Mika Nenonen, Markus Koljander, Erno Rosenberg, Valeri Popovitch, Janne Salli, Tommi Torkkeli, Toni Lehtinen, Jarno Mattila, Cheyne Fowler, Jarno Hyökyvaara, Jaakko Juuti.
2006 – HJK Helsinki
Ville Wallen, Timo Marjamaa, Iiro Aalto, Vili Savolainen, Antti Pohja, Farid Ghazi, Veli Lampi, Jarno Parikka, Tuomas Aho, Markus Halsti, Erfan Zeneli, Petri Oravainen, Sebastian Sorsa, Mika Johansson, Ilari Äijälä, Joona Toivio, Rami Hakanpää, Përparim Hetemaj, Mehmet Hetemaj, Mika Hänninen, Jussi Aalto, Jani Koivisto.
2007 – Tampere United
Mikko Kavén, Mika Hilander, Jussi Mäkelä, Toni Järvinen, Mathias Lindström, Antti Ojanperä, Jussi Kuoppala, Jussi Kujala, Antti Pohja, Antti Hynynen, Tomi Petrescu, Jussi-Pekka Savolainen, Sakari Saarinen, Jarkko Wiss, Henri Myntti, Daniel, Miki Sipiläinen, Heikki Aho, Juska Savolainen, Jonne Hjelm, Jari Niemi.
2008 – HJK Helsinki
Ville Wallen, Mikko Hauhia, Tuomas Aho, Ville Taulo, Jukka Raitala, Jukka Sauso, Medo, Erfan Zeneli, Akseli Pelvas, Paulus Roiha, Jarno Parikka, Petri Oravainen, Dawda Bah, Jani Viander, Miikka Multaharju, Tuomas Kansikas, Tuomas Haapala, Sakari Mattila, Juho Mäkelä, Tomasz Sajdak, Juhani Ojala.
2009 – FC Inter Turku
David Monsalve, Joni Aho, Ari Nyman, Sami Sanevuori, Henri Lehtonen, Alberto Ramirez, Mika Ojala, Aristides Pertot, Severi Paajanen, Joni Kauko, Kennedy Nwanganga, Ats Purje, Timo Furuholm, Patrick Banatamoi, Claudio Verino, Jermu Gustafsson, Touko Tumanto, Guillano Grot, Arttu Seppälä, Ville Nikkari.
2010 – TPS Turku
Jukka Lehtovaara, Kalle Mäkinen, Jaakko Nyberg, Sami Rähmönen, Jarno Heinikangas, Mikko Manninen, Riku Riski, Mika Ääritalo, Juho Lähde, Toni Kolehmainen, Jonatan Johansson, Chris Cleaver, Roope Riski, Babatunde Wusu, Jani Tuomala, Igor Jovanovic, Santeri Mäkinen, Leroy Maluka.
2011 – HJK Helsinki
Ville Wallén, Tuomas Kansikas, Alexander Ring, Rami Hakanpää, Berat Sadik, Mathias Lindström, Akseli Pelvas, Mikko Sumusalo, Joel Perovuo, Erfan Zeneli, Sebastian Sorsa, Saku-Pekka Sahlgren, Cheyne Fowler, Sebastian Mannström, Jari Litmanen, Jarno Parikka, Aki Riihilahti, Nikolai Alho, Juhani Ojala, Rafinha, Teemu Pukki, Dawda Bah.
2012 – FC Honka
Tuomas Peltonen, Henri Aalto, Patrick Aaltonen, Duarte Tammilehto, Omagbemi Dudu Macpherlin, Dani Hatakka, Tapio Heikkilä, Sampo Koskinen, Kevin Mombilo, Antti Mäkijärvi, Nicholas Otaru, Tomi Petrescu, Lum Rexhepi, Juuso Simpanen, Jussi Vasara, Walter Viitala, Tim Väyrynen, Moshtagh Yaghoubi, Ilari Äijälä.
2013 – RoPS Rovaniemi
Tomi Maanoja, Ndukaku Alison, Oskari Forsman, Albin Granlund, Aleksandr Kokko, Santeri Kumpula, Tuomo Könönen, Mika Lahtinen, Mika-Matti Maisonvaara, Ataulla Asil Marlquis Guerra, Emenike Uchenna Mbachu, Faith Friday Obilor, Antti Okkonen, Nicholas Otaru, Joonas Pennanen, Antti Peura, Akeem Sayeed Priestley, Olli Pöyliö, Ville Saxman, Victor Samuel Turcios Pacheco.
2014 – HJK Helsinki
Tapio Heikkilä, Robin Lod, Gideon Baah, Sebastian Mannström, Valtteri Moren, Mika Väyrynen, Macoumba Kandji, Demba Savage, Markus Heikkinen, Veli Lampi, Nikolai Alho, Michael Tørnes, Sebastian Sorsa, Mikael Forssell, Oussou Konan, Teemu Tainio, Fredrik Lassas, Rasmus Schüller, Joel Perovuo, Erfan Zeneli, Anthony Annan, Alex Lehtinen, Carljohan Eriksson, Joevin Jones, Toni Doblas, Aristide Bancé, Obed Malolo, Roni Porokara, Mikko Viitikko, Emerik Grönroos, Lucas Lingman en Ville Wallén. Trainer-coach: Mika Lehkosuo.
2015 – IFK Mariehamn
Walter Viitala, Otso Virtanen, Marc Nordqvist, Albin Granlund, Kristian Kojola, Phillip Sparrdal Mantilla, Dever Orgill, Duarte Tammilehto, Jani Lyyski, Brian Span, Petteri Forsell, Diego Assis, Bobbie Friberg Da Cruz, Tommy Wirtanen, Josef Ibrahim, Amos Ekhalie, Thomas Mäkinen, Anthony Dafaa, Aleksei Kangaskolkka en Robin Sid. Trainer-coach: Pekka Lyyski.
2016 – SJK Seinäjoki
Aimar, Mihkel Aksalu, Mehmet Hetemaj, Matej Hradecký, Jarkko Hurme, Matti Klinga, Johannes Laaksonen, Toni Lehtinen, Ariel Ngueukam, Juhani Ojala, Teemu Penninkangas, Roope Riski, Marc Vales, Jussi Vasara, Henri Aalto, Richard Dorman, Jere Koponen, Youness Rahimi, Elias Ahde, Joona Ala-Hukkala, Arttu Aromaa, Aleksej Jerjomenko jr., Billy Ions, Abonime Izogbu, El-Hadji Kane, Aleksis Lehtonen, Emil Lidman, Jesse Sarajärvi, Timo Tahvanainen en Paavo Valakari. Trainer-coach: Simo Valakari
1955 · 
1956 · 
1957 · 
1958 · 
1959 · 
1960 · 
1961 · 
1962 · 
1963 · 
1964 · 
1965 · 
1966 · 
1967 · 
1968 · 
1969 · 
1970 · 
1971 · 
1972 · 
1973 · 
1974 · 
1975 · 
1976 · 
1977 · 
1978 · 
1979 · 
1980 · 
1981 · 
1982 · 
1983 · 
1984 · 
1985 · 
1986 · 
1987 · 
1988 · 
1989 · 
1990 · 
1991 · 
1992 · 
1993 · 
1994 · 
1995 · 
1996 · 
1997 · 
1998 · 
1999 · 
2000 · 
2001 · 
2002 · 
2003 · 
2004 · 
2005 · 
2006 · 
2007 · 
2008 · 
2009 · 
2010 · 
2011 · 
2012 · 
2013 · 
2014 · 
2015 · 
2016 · 
2017 ·
2018 ·
2019 ·
2020